# Ґазтаф-е Софла
Ґазтаф-е Софла (перс. گزطاف سفلي) — село в Ірані, у дегестані Гендудур, у бахші Сарбанд, шагрестані Шазанд остану Марказі. За даними перепису 2006 року, його населення становило 16 осіб, що проживали у складі 4 сімей.

## Клімат
Середня річна температура становить 12,00°C, середня максимальна – 30,56°C, а середня мінімальна – -10,20°C. Середня річна кількість опадів – 294 мм.
| Клімат поселення                              | Клімат поселення | Клімат поселення | Клімат поселення | Клімат поселення | Клімат поселення | Клімат поселення | Клімат поселення | Клімат поселення | Клімат поселення | Клімат поселення | Клімат поселення | Клімат поселення | Клімат поселення |
| Показник                                      | Січ.             | Лют.             | Бер.             | Квіт.            | Трав.            | Черв.            | Лип.             | Серп.            | Вер.             | Жовт.            | Лист.            | Груд.            |                  |
| Середній максимум, °C                         | 7,42             | 9,01             | 13,23            | 19,47            | 24,48            | 30,25            | 30,56            | 29,98            | 25,82            | 20,34            | 13,22            | 7,59             |                  |
| Середня температура, °C                       | −1,38            | 0,20             | 4,41             | 10,65            | 15,66            | 21,45            | 24,80            | 24,24            | 20,06            | 14,59            | 7,46             | 1,84             |                  |
| Середній мінімум, °C                          | −10,2            | −8,62            | −4,4             | 1,85             | 6,85             | 12,62            | 19,04            | 18,47            | 14,30            | 8,82             | 1,70             | −3,91            |                  |
| Норма опадів, мм                              | 48               | 43               | 53               | 37               | 28               | 5                | 1                | 1                | 0                | 6                | 28               | 44               |                  |
| Середньомісячна швидкість вітру, м/с          | 1.48             | 2.35             | 2.57             | 2.92             | 2.56             | 2.48             | 2.54             | 2.30             | 2.22             | 1.96             | 1.63             | 1.43             |                  |
| Середньомісячна сонячна радіація, кДж/м²·день | 9537             | 12693            | 15405            | 18541            | 22610            | 26978            | 25930            | 24301            | 21521            | 16140            | 11391            | 9303             |                  |
| --------------------------------------------- | ---------------- | ---------------- | ---------------- | ---------------- | ---------------- | ---------------- | ---------------- | ---------------- | ---------------- | ---------------- | ---------------- | ---------------- | ---------------- |
| Джерело:                                      |                  |                  |                  |                  |                  |                  |                  |                  |                  |                  |                  |                  |                  |